# Capri, magische Insel
Capri, magische Insel ist der Titel eines Buches von Werner Helwig. Es ist eine Collage aus biographischen Essays, Literaturgeschichte, Reisetagebuch, eigenen Erinnerungen und Dichtungen. Es wurde erstmals 1973 veröffentlicht.

## Inhalt
Der Autor besucht mit seiner Frau Yvonne Capri. Helwig verbrachte als junger Mensch zwischen den beiden Weltkriegen einige Zeit auf dieser Insel, und während bei ihm Erinnerungen an die frühere Zeit auftauchen und er sich die Menschen, denen er dort begegnet ist, vergegenwärtigt, ist für seine Frau alles neu. Capri hatte lange eine geheimnisvolle Anziehungskraft auf Künstler, Dichter und Gelehrte sowie auf Sonderlinge und Individualisten ausgeübt, und der Protagonist versucht, Yvonne die kaum erklärbare Magie der Insel zu enthüllen. Er sucht mit ihr die früheren Wohnsitze dieser Leute auf, trifft Menschen, die ihn noch von vergangenen Inselaufenthalten kennen und folgt vor allem den Spuren des Dichters und Visionärs Theodor Däubler, der 1933 wenige Monate vor seinem Tod die Insel schwer erkrankt verließ. Er begibt sich vergeblich auf die Suche nach dem „Anacapreser Tagebuch“, das Däubler 1932/33 für Nike Peterich geschrieben haben soll. 
Im Laufe seiner Capri-Erkundungen fügt Helwig zahlreiche Porträts von heute bereits in Vergessenheit geratenen Personen ein, die auf der Insel lebten, zum Beispiel von dem Kunstfachmann, Entdecker von später berühmten Malern, Privatgelehrten und Mäzen Albert Kollmann oder von dem Weltverbesserer Willy Kluck, der in seinem „Einsamkeitswürfel“ lebte und den ersten Internationalen Privat-Staat (IPS) gegründet hatte. Er erinnert zum Beispiel an Ernst Fuhrmann, erzählt essayistisch die Lebensgeschichten des Reformers Karl Wilhelm Diefenbach, von Eckart Peterich und dem Maler Raffaele Castello, besucht unter anderem mit seiner Frau die Villa Jupiter des römischen Kaisers Tiberius und erzählt von dessen Luxusleben auf der Insel. Der Autor beschreibt die Capresen und die landschaftlichen Schönheiten und befasst sich mit berühmten Insel-Gästen. So war zum Beispiel auch Rilke dort, er stand der Insel zunächst skeptisch gegenüber, hat aber, wie Helwig gezählt hat, 36 Capri-Gedichte geschrieben.

## Struktur
Helwig hatte bereits seit Jahrzehnten Bücher und Essays über Capri verfasst
und galt als Kenner der Insel. In diesem Buch stellt er zwei Wahrnehmungen gegeneinander: Während der Autor versucht, die frühere Zeit und die Magie ihrer eigenartigen Inselgäste zu beschwören, bleibt seine lebensnahe Frau realistisch und bezweifelt skeptisch in Diskussionsgesprächen, dass von daher noch relevante Wirkungen für die Gegenwart ausgehen. „Das ergibt, wohlkomponiert, zum Thema die Gegenstimme. Der Leser kann wählen, auf wessen Seite er sich schlägt und mit wessen Augen er die Insel ansehen will.“
Helwig hat in sein Capri-Bild ein zweites Werk eingeflochten, nämlich eine Betrachtung über das Leben, Wirken und Sterben des Dichters Theodor Däubler, des Verfassers des dreibändigen visionären und sprachlich schwer zugänglichen Versepos' Das Nordlicht (1910). Die Suche nach dem verschollenen Däubler-Tagebuch ist nur der Vorwand, um sich auf allen Stationen seiner Nachforschung mit Däubler zu befassen, der, laut Helwig, aus dem „literarischen Gegenwartsbewusstsein“ verschwunden, wieder „sichtbar“ gemacht werden soll. 
Er erzählt von seinen früheren Begegnungen mit dem Dichter und erinnert sich ihrer Gespräche, besonders an ein längeres über Rilke, das beide auseinander brachte, da er im Gegensatz zu Däubler Rilke als Dichter gelten ließ. Für Helwig war Däubler „Lehrer, Freund und in gewissem Sinne Über-Ich, ohne dass es freilich auf beiden Seiten an kritischer Distanz gefehlt hätte“.

## Zitat
„Man liest Werner Helwigs Buch [… ] wie die packende Reportage eines Dichters, der ein vergangenes Stück eigener Entwicklung und Erlebnisse ein zweites Mal erfährt, dem die zeitlichen Zwischenräume vorübergehend abhanden gekommen sind und der sich an Ort und Stelle zurückversetzt fühlt in die Jahre seiner Jugend, „in denen für mich noch Welt passierte“.“

## Ausgaben
- 1973: Limes-Verlag, Wiesbaden 1973
- 1979: Mit Fotografien von Benedikt Blatter. Insel-Verlag, Frankfurt am Main
- 1990: Mit Fotografien von Benedikt Blatter. Insel-Taschenbuch 390, Frankfurt am Main, ISBN 3-458-32090-3